# Monistrol de Calders
Monistrol de Calders är en ort och kommun i Spanien.   Den ligger i provinsen Província de Barcelona och regionen Katalonien, i den östra delen av landet, 500 km öster om huvudstaden Madrid. Monistrol de Calders ligger 463 meter över havet och antalet invånare är 685.
Terrängen runt Monistrol de Calders är kuperad. Runt Monistrol de Calders är det glesbefolkat, med 10 invånare per kvadratkilometer. Närmaste större samhälle är Manresa, 16,4 km väster om Monistrol de Calders. 